# راضیه طهماسبی‌فر
راضیه طهماسبی فر (زاده ۳۰ شهریور ۱۳۶۵ در بروجن) ووشوکارایرانی است. او در حال حاضر به عنوان سرمربی تیم ملی ووشو ساندا فعالیت می‌کند.

## زندگی حرفه ای
او از ۱۳ سالگی ورزشی خود را با تکواندو آغاز کرد و دارنده دان ۲ تکواندو و ۲مقام استانی در این رشته است. همچنین او طی ۲سال تغییر رشته داد و به ووشو گرایش پیدا کرد و از سال ۱۳۸۳ وارد تیم ملی ووشوبزرگسالان شد.

## مسابقات جهانی
در سال ۱۳۸۴ به مسابقات جهانی در کشور ویتنام اعزام شد و عنوان سوم این مسابقات را به‌دست‌آورد، او با این مقام عنوان اولین بانوی ایرانی که موفق به کسب اولین مدال جهانی را برای جامعه ورزش بانوان کشور شده را به دست آورد. بعد از آن تا سال ۱۳۹۰ به عنوان بازیکن عضو تیم ملی بود.

## مقام‌ها
- دو مدال نقره و یک برنز جهانی[۱۰]
- دو مدال برنز و یک نقره جام جهانی[۱۱]
- دو مدال طلای ترنمنت فرانسه و ترکیه
- از سال ۱۳۹۲ تا ۱۴۰۲ به عنوان مربی و سرمربی تیم ملی جوانان و بزرگسالان تیم ملی ووشو
- داور و مربی رسمی درجه ۱ فدراسیون ووشو از سال ۱۳۹۲ تا ۱۴۰۱
- سرمربی تیم دانشگاه آزاد اسلامی در لیگ برتر ووشو بانوان کشور